# Can Vives (Cabrils)
Can Vives és una masia de Cabrils (Maresme) inclosa a l'Inventari del Patrimoni Arquitectònic de Catalunya.

## Història
El veïnat del Sant Crist estava format en el seu nucli original per quatre masies: Can Vehils, Can Vives, Can Carbonell i Ca n'Amat; les propietats de les quals s'estenien fins tocar a mar. Totes aquestes finques s'edifiquen al voltant de la capella de Sant Cristòfol. Tot el conjunt es situa damunt un o varis establiments d'època romana, al redós de la Via Augusta.
Fins ben entrat el segle xx, l'activitat més important fou l'agricultura. Però des dels anys 1960 s'han anat urbanitzant tots els terrenys del voltant. Fins fa ben poc, els propietaris de les masies eren provinents de la mateixa família que les originaren i els donaren nom.

## Descripció
De tipus basilical, consta de planta baixa, pis i golfes, amb la coberta de teulada a doble vessant amb un cos al mig que sobresurt. El portal de punt rodó adovellat a la façana principal. En el primer pis i a les golfes, les finestres tenen els muntants, els ampits i les llindes de pedra granítica ben escairada. És de tres cossos perpendiculars a la façana, però s'ha afegit un cos a l'esquerra, integrat amb els altres i un a la dreta amb terrat pla. Té una comunicació subterrània amb la capella de Sant Cristòfol.